# Glypta juxta
Glypta juxta là một loài tò vò trong họ Ichneumonidae.